# Haymarket, Virginia
Haymarket är en kommun (town) i Prince William County i Virginia. Vid 2010 års folkräkning hade Haymarket 1 782 invånare.